# Fundacja „Fundusz Inicjatyw”
Fundacja „Fundusz Inicjatyw” (FFI) – organizacja pozarządowa o działalności not for profit.

## Misja Fundacji
Większość szkoleń organizowanych przez Fundację jest bezpłatne - środki finansowe pozyskiwane są Unii Europejskiej. Fundacja prowadzi jednak również usługi częściowo lub całkowicie płatne: szkolenia, doradztwo finansowania projektów, itp. Wszystkie fundusze zdobyte w ten sposób są przekazywane na bieżącą działalność organizacji.
Propaguje ideę kształcenia ustawicznego, poradnictwa zawodowego i pośrednictwa pracy. Zajmuje się stwarzaniem i zapewnianiem warunków dla propagowania samorządności, postaw przedsiębiorczych i patriotycznych oraz krzewieniem postaw społeczeństwa obywatelskiego i zasad demokratycznego państwa prawa. Wspiera sztukę oraz przedsięwzięcia kulturalne i oświatowe.

## Geograficzny zakres działania
Fundacja działa głównie na Lubelszczyźnie oraz na terenie województwa łódzkiego, mazowieckiego i podkarpackiego.
Fundacja prowadzi również działania międzynarodowe, które koncentrują się na programie „Uczenie się przez całe życie” w programie Grundtvig.
1 sierpnia 2010 r. Fundacja rozpoczęła realizację projektu partnerskiego „Woman in the modern world” trwającego dwa lata i skupiającego organizacje z 6 krajów: Polski, Litwy, Łotwy, Francji, Hiszpanii oraz Włoch. Promowane są także kolejne kursy doskonalenia zawodowego w ramach programu Grundtvig, m.in. „Support and counselling for people reentering the labour market”, „Staff management in adult education institutions” oraz „Modernity and tradition and adult education”.
Fundacja planuje również rozszerzanie działalności międzynarodowej przez realizację projektów międzynarodowych w ramach programu Leonardo da Vinci, Grundtvig i innych.

## Projekty zrealizowane[9]lub w trakcie realizacji
- Ponadnarodowi
- Konkurencyjni - projekt ma na celu podniesienie umiejętności zawodowych osób pozostających bez zatrudnienia, zamieszkujących na terenie Lubartowa.
- Formalne kształcenie ustawiczne – szansą dla regionu i jego mieszkańców – kampania informacyjna[10]
- Turystyka jutra
- Spin Centrum[11] (kilka edycji w różnych województwach) - projekt mający na celu wyposażenie jego uczestników w niezbędną wiedzę na temat zakładania i prowadzenia działalności gospodarczej typu spin off i spin out
- Dostosowani
- Znajdź pracę[6]
- Zmiany[12]
- Aktywne obywatelstwo – ogólnym celem projektu jest zapewnienie powszechnego i bezpłatnego dostępu do rzetelnych, bezstronnych i poufnych porad prawnych i obywatelskich mieszkańcom powiatów województwa podkarpackiego.
- Aktywnie na rynku pracy – działania realizowane w ramach projektu mają na celu przygotowanie osób pozostających bez zatrudnienia do wykonywania pracy.
- Warto uczyć się całe życie - celem projektu jest wypromowanie idei formalnego kształcenia ustawicznego w woj. lubelskim przy użyciu szerokiej kampanii medialnej.
- Woman in the modern world[8] – międzynarodowy projekt porównujący sytuację i rolę kobiet w różnych krajach – ich życia prywatnego, zawodowego, środowiska społecznego oraz przeciwdziałanie dyskryminacji i stereotypom.
- Centrum Ekonomii Społecznej[13] – bezpłatne wsparcie podmiotów ekonomii społecznej poprzez doradztwo w zakresie prawa, marketingu i księgowości.

Fundacja zorganizowała również szkolenie doskonalenia zawodowego dla dorosłych pt. „Effective project management for the adult education staff”.